# مسجد حبيب النجار
 مسجد حبيب النجار هو مسجد يقع في وسط مدينة أنطاكية التاريخية، جنوب تركيا. بناه الصحابي الجليل أبو عبيدة بن الجراح بعد فتح المسلمين لأنطاكية في عام 638 ميلادية .

## الموقع
بني هذا المسجد في منطقة منخفضة بين جبلين، ويقع فيه مقام مؤمن آل ياسين، إذ يستمد هذا المسجد اسمه من هذا الشخص الذي كان أول من آمن بالمرسلين، وضحى بحياته لهذا الغرض .
وأعطي أسم حبيب النجار للمسجد، وكذلك للجبل الواقع بالجزء الشمالي من مدينة أنطاكية .

## البنية الأثرية والتاريخية
يتميز الهيكل الفريد للمسجد بأنه من فنون العمارة في القرون الوسطى.
كما تدل النقوش الموجودة في المسجد على أنه أول مسجد بني في أنطاكية.
ويعتبر المسجد في الوقت الحاضر تحفة فنية، تحيط به صفوف المدارس الدينية العثمانية التي تبدي بساطة في التصميم .
وتضم الباحة نافورة من أعمال القرن التاسع عشر، كما كانت المئذنة قد شيدت في القرن السابع عشر .
في الجزء الشمالي الشرقي من المسجد، وعلى عمق 4 أمتار تحت المسجد، توجد قبور كل من يونس، ويحيى، وهما الرسل الذين بعثوا إلى هذه القرية، وكذلك مقام حبيب النجار الذي يعدّ أول من آمن بهما .
كما يحوي المسجد على مقابر المسيحيين الأوائل في أنطاكية، وتشكل هذه المقابر لوحة للتضامن والانغماس بين الديانات .
ووفقاً لبعض المصادر، فقد تم بناء المسجد في عام 638 ميلادية، بعد فتح المسلمين لأنطاكية.
وكان أبو عبيدة بن الجراح هو من بنى المسجد، وكذلك المقابر .
وتستشهد الموسوعة الإسلامية الدينية بأن الشخص المعروف بـحبيب النجار هو المذكور في الأيات من 13-27 من سورة يس . (وَجَاءَ مِنْ أَقْصَى الْمَدِينَةِ رَجُلٌ يَسْعَى قَالَ يَا قَوْمِ اتَّبِعُوا الْمُرْسَلِينَ).

## التجديد
كان المسجد قد شيد ودمر عدة مرات، ويرجع ذلك إلى كثرة تعاقب السلطات المختلفة على مدينة أنطاكية .
وقد تم تجديده مؤخراً من قبل المديرية العامة للأوقاف في عام 2006 .